# Anton Lazzaro Moro

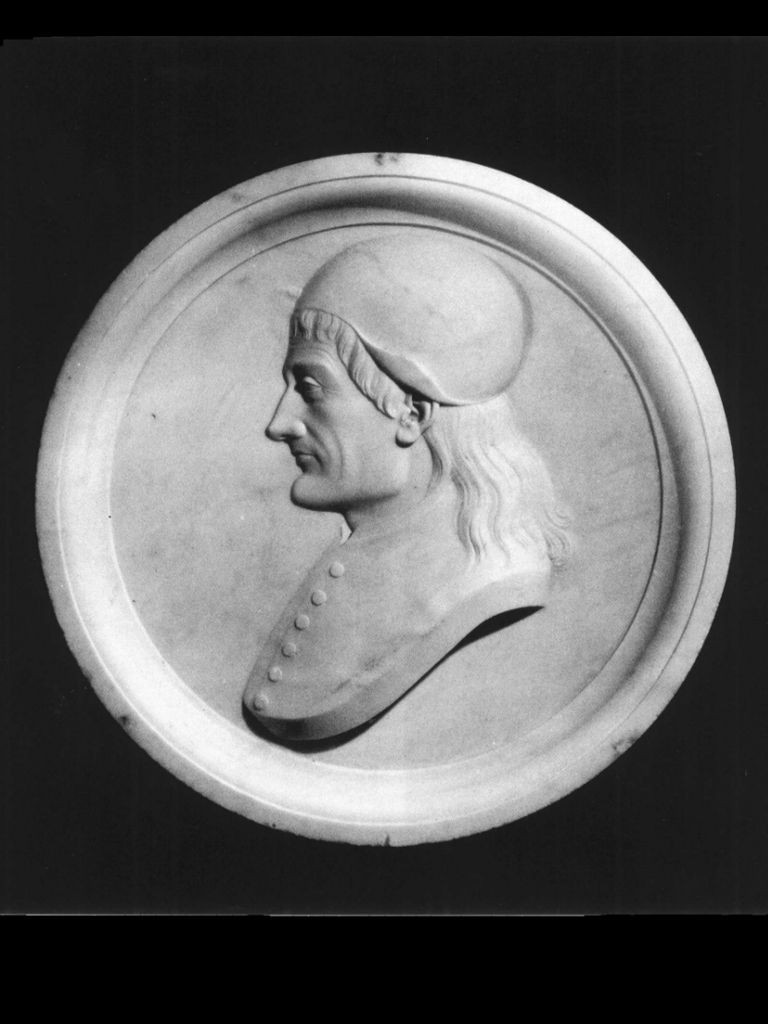
Lazzaro Moro, opera di Pietro Bearzi precedente al 1847. L'immagine fa parte del Panteon Veneto, conservato presso Palazzo Loredan.

Anton Lazzaro Moro (San Vito al Tagliamento, 16 marzo 1687 – San Vito al Tagliamento, 3 aprile 1764) è stato un presbitero e naturalista italiano.

## Biografia
Di famiglia modesta, intraprese la carriera ecclesiastica presso il seminario di Portogruaro e nel 1710 fu ordinato sacerdote. Negli anni successivi approfondì gli studi di anatomia, fisiologia, lettere, matematica, meccanica e storia naturale. Nel 1721 assunse la direzione del seminario di Feltre, dove condusse anche l'insegnamento della filosofia.
Quindi aprì un collegio privato a Portogruaro (oggi Collegio Marconi) nel seminario dove aveva studiato, poi trasferito a San Vito, dove continuò a svolgervi la funzione di educatore fino alla chiusura dell'istituto nel 1758. In seguito fu nominato pievano a Corbolone, incarico che mantenne fin quasi alla morte. Grazie ai suoi studi naturalistici fu in corrispondenza con molti scienziati coevi. Il suo volume De' Crostacei fu tradotto in tedesco a Lipsia nel 1751. 
Moro è considerato il padre della paleontologia e geologia moderna, inoltre fu il primo a ipotizzare la tettonica a zolle dando una spiegazione del perché si trovano fossili di crostacei marini ad altitudini superiori ai 3000 m.